# Saumane (Alpes de Alta Provenza)
 Saumane  (en occitano Saumana) es una población y comuna francesa, situada en la región de Provenza-Alpes-Costa Azul, departamento de Alpes de Alta Provenza, en el distrito de Forcalquier y cantón de Banon.

## Demografía
| 77 | 74 | 63 | 60 | 80 | 83 |
| Para los censos de 1962 a 1999 la población legal corresponde a la población sin duplicidades (Fuente: INSEE [Consultar]) |    |    |    |    |    |